# Hans-Georg Reimann
Hans-Georg Reimann (Klaipėda, 24 de agosto de 1941) es un atleta alemán especializado en marcha atlética.
Participó en la prueba de los 20 km marcha en los Juegos Olímpicos de Tokio de 1964 quedando en duodécima posición. Su segunda participación en unos Juegos Olímpicos fue en los de México 1968, y se saldó con la séptima posición. En 1972 ganó la medalla de bronce en los Juegos Olímpicos de Múnich y cuatro años más tarde, en los de Montreal de 1976, conquistó la medalla de plata.
Su mejor marca personal en la distancia de 20 km marcha data de 1976 y está establecida en 1h:25:13.8
Es cuñado del también marchador Christoph Höhne, campeón olímpico en la distancia de 50 km marcha en los Juegos Olímpicos de México 1968.